# Antiprotozoik
Antiprotozoalni agensi (ATC kod: ATC P01) su klasa lekova koja se koristi u tretmanu protozoanskih infekcija.
Protozoani imaju malo zajedničkog jedan s drugim (na primer, Entamoeba histolytica je u manjoj meri srodan sa Naegleria fowleri nego sa Homo sapiens) i stoga agensi koji su efektivni protiv jednog patogena retko efektivni protiv drugih. Metronidazol je selektivan za anaerobne organizme, i delotvoran je protiv mnogih (mada ne svih) patogena te grupe.
Antiprotozoalni agensi se mogu grupisati po mehanizmu ili po organizmu. Nedavni radovi predložu upotrebu virusa za tretman infekcija uzrokovanih protozoama.

## Primeri
- Eflornitin
- Furazolidon
- Melarsoprol
- Metronidazol
- Ornidazol
- Paromomicin sulfat
- Pentamidin
- Pirimetamin
- Tinidazol

## Literatura
- Cynthia R. L. Webster (2001). Clinical pharmacology. Teton NewMedia. стр. 86—. ISBN 978-1-893441-37-8. Приступљено 2. 5. 2010.
- Trevor, Anthony J.; Katzung, Bertram G.; Masters, Susan B. (2007). Katzung & Trevor's pharmacology: examination & board review. McGraw-Hill Professional. стр. 435—. ISBN 978-0-07-148869-3. Приступљено 2. 5. 2010.